# Volker Eckstein
Volker Eckstein (Schleusingen, 5 giugno 1946 – Berlino, 25 marzo 1993) è stato un attore tedesco, che fu attivo prevalentemente in campo televisivo.

## Biografia
Nella sua carriera televisiva, iniziata alla fine degli anni cinquanta, quand'era ancora un ragazzino, partecipò a circa una trentina di produzioni.

Era, tra l'altro, un volto noto al pubblico per le sue numerose apparizioni in serie televisive quali Tatort, Il commissario Köster/Il commissario Kress (Der Alte) e - soprattutto - L'ispettore Derrick.
Era il marito dell'attrice Karin Baal.

## Filmografia

### Cinema
- Desperado (1979)
- Lili Marleen (1981)
- Die Jäger (1982)
- Der Mann auf der Mauer (1982)
- Tausend Augen (1984)
- Spieler (1990)

### Televisione
- Straße der Gerechten (1959)
- Ich töte (1970)
- Ein Vogel bin ich nicht (1971)
- Motiv Liebe (serie TV, 1 episodio, 1971)
- Tatort (serie TV, 1 episodio, 1971)
- Der Kommissar (serie televisiva, 1 episodio, 1972)
- Das System Fabrizzi (1972)
- Das Klavier (1972)
- Eine geschiedene Frau (miniserie TV, 1972)
- Sonderdezernat K1 (serie TV, 1 episodio, 1972)
- Castaway (serie TV, 1974)
- Telerop 2009 - Es ist noch was zu retten (serie TV, 1 episodio, 1974)
- Sonderdezernat K1 (serie TV, 1 episodio, 1975)
- Tatort (serie TV, 1 episodio, 1975)
- Gesucht wird (serie TV, 1 episodio, 1976)
- L'ispettore Derrick (Derrick, serie TV, episodio "Yellow He", 1977), regia di Zbyněk Brynych
- Tatort (serie TV, 1 episodio, 1978)
- Tatort (serie TV, 1 episodio, 1978)
- Il commissario Köster (Der Alte, serie TV, 1 episodio, 1982)
- L'ispettore Derrick (Derrick, serie TV, episodio "Maturità", 1978), regia di Theodor Grädler
- Eine Dummheit macht auch der Gescheiteste (1979)
- Der Schuft, der den Münchhausen schrieb (1979)
- L'ispettore Derrick (Derrick, serie TV, episodio "Attentato a Bruno", 1979), regia di Theodor Grädler
- L'ispettore Derrick (Derrick, serie TV, episodio "Una visita da New York", 1979), regia di Helmuth Ashley
- Il commissario Köster (Der Alte, serie TV, 1 episodio, 1980)
- L'ispettore Derrick (Derrick, serie TV, episodio "Anna, cara Anna", 1979), regia di Theodor Grädler
- L'ispettore Derrick (Derrick, serie TV, episodio "Il canale", 1980), regia di Helmuth Ashley
- Tatort (serie TV, 1 episodio, 1982)
- Il commissario Köster (Der Alte, serie TV, 1 episodio, 1982)
- L'ispettore Derrick (Derrick, serie TV, episodio "Terrore nella notte", 1983), regia di Zbyněk Brynych
- L'ispettore Derrick (Derrick, serie TV, episodio "Una vincita al lotto", 1984), regia di Alfred Vohrer
- L'ispettore Derrick (Derrick, serie TV, episodio "Il primo della classe", 1984), regia di Theodor Grädler
- Eine Klasse für sich - Geschichten aus dem Internat (serie TV, 6 episodi, 1984-1985)
- L'ispettore Derrick (Derrick, serie TV, episodio "I figli di Rasko", 1985), regia di Theodor Grädler
- Schöne Ferien (serie TV, 1 episodio, 1985)
- La clinica della Foresta Nera (Schwarzwaldklinik, serie TV, 2 episodi, 1985)
- Il commissario Köster (Der Alte, serie TV, 1 episodio, 1986)
- Faber l'investigatore (serie TV, 2 episodi, 1986)
- Il commissario Kress (Der Alte, serie TV, 1 episodio, 1990)
- Il commissario Kress (Der Alte, serie TV, 1 episodio, 1992)
- Auto Fritze (serie TV, 1993)
- Le avventure del giovane Indiana Jones (The Young Indiana Jones Chronicles, serie TV, 1 episodio, 1993)
- Wenn Engel reisen (1993)
- Praxis Bülowbogen - serie TV, 1 episodio (1994)
- Peter Strohm - serie TV, 1 episodio (1994)